# Edicto de Nantes
El edicto de Nantes, firmado en abril de 1598 en Nantes (Francia) por el rey Enrique IV de Francia, fue un decreto que autorizaba la libertad de conciencia y una libertad de culto limitada a los protestantes calvinistas. La promulgación de este edicto puso fin a las Guerras de Religión que convulsionaron a Francia durante el siglo XVI y cuyo punto culminante fue la Matanza de San Bartolomé de 1572. Enrique IV, también protestante, se había convertido al catolicismo para poder acceder al trono. El primer artículo es un artículo de amnistía que ponía fin a la guerra civil:

Que la memoria de todos los acontecimientos ocurridos entre unos y otros tras el comienzo del mes de marzo de 1585 y durante los convulsos precedentes de los mismos, hasta nuestro advenimiento a la corona, queden disipados y asumidos como cosa no sucedida. No será posible ni estará permitido a nuestros procuradores generales, ni a ninguna otra persona pública o privada, en ningún tiempo, ni lugar, ni ocasión, sea esta la que sea, el hacer mención de ello, ni procesar o perseguir en ninguna corte o jurisdicción a nadie.

En los siglos XVI y XVII el edicto se conocía como edicto de pacificación.

## Precedentes
El edicto de Nantes, que cierra en Francia el periodo borrascoso de las guerras de religión, no es el primer texto de este tipo promulgado en ese país. Tras las disensiones constatadas en los últimos cuatro decenios, Carlos IX firmó el edicto de Saint-Germain, también llamado edicto de enero, el 17 de enero de 1562, que contenía el mismo espíritu que el edicto de Nantes, acordando la libertad de culto a los protestantes en los suburbios de las ciudades. Lo mismo puede hallarse en el edicto de Amboise (19 de marzo de 1563) que reducía los derechos a los gentilhombres. Igualmente, la Paz de Saint-Germain (8 de agosto de 1570) pactaba la libertad de conciencia, la libertad de culto y cuatro plazas fuertes: La Rochelle, Cognac, Montauban y La Charité-sur-Loire para los protestantes. La diferencia entre estos textos y el edicto de Nantes estriba en que este fue aplicado gracias a la autoridad de Enrique IV que lo impuso.

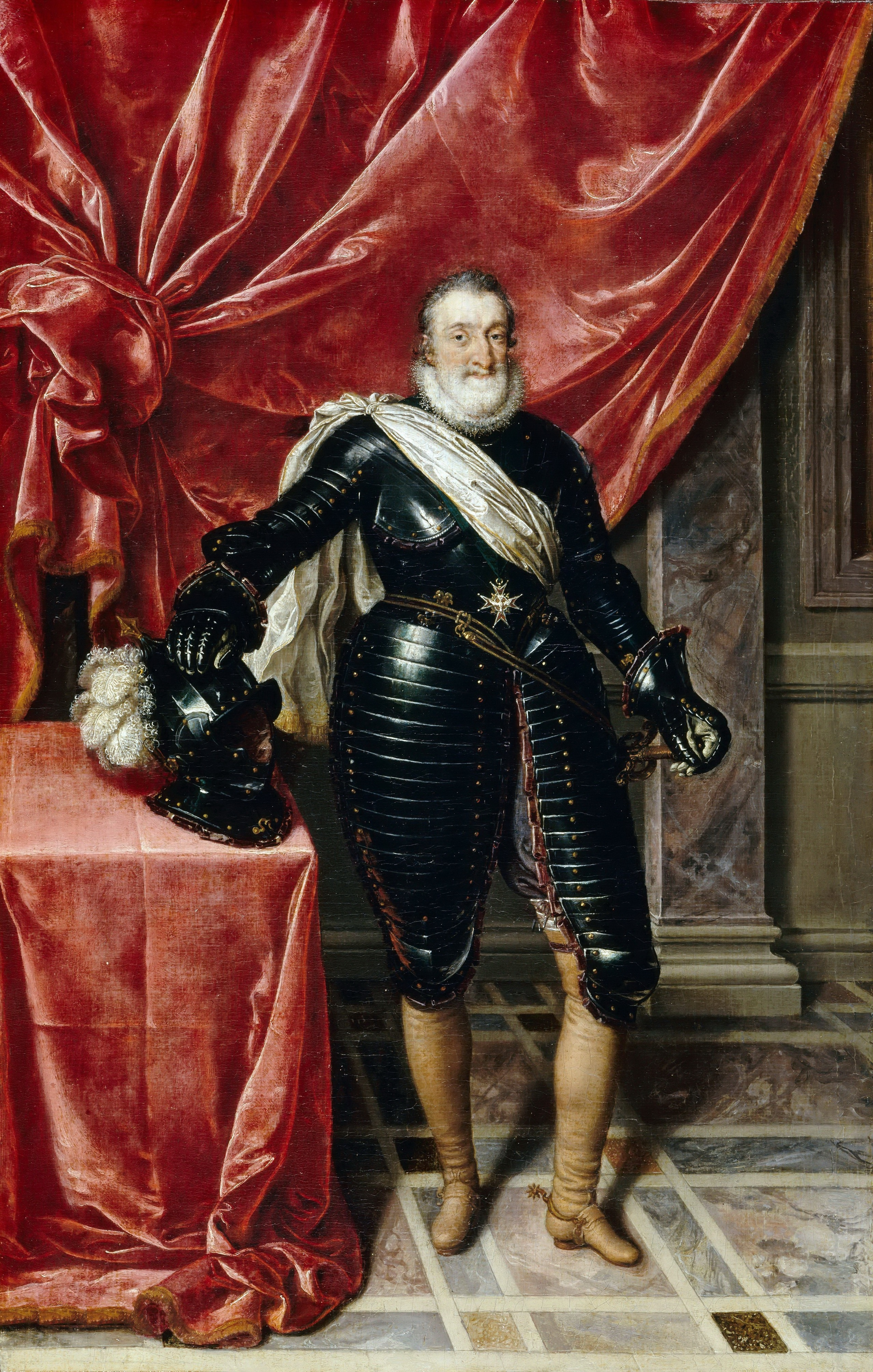
Enrique IV de Francia por Frans Pourbus el Joven.

En determinadas ciudades, como Burdeos, Grenoble y Castres, los protestantes eran juzgados por tribunales en los que la mitad de los jueces eran también protestantes. En otras, como París, Ruan, Dijon, Toulouse y Lyon, el culto estaba prohibido, mientras que en otras, como Saumur, La Rochelle, Montauban o Montpellier, se permitía el culto. Autores como Pierre Miquel cuentan que los católicos que querían practicar la fe de sus padres no podían ir a la iglesia:[¿dónde?] estaba destruida, o la puerta vigilada por dos piquetes, por orden de un jefe protestante.[cita requerida] No obstante, los documentos de la época demuestran que en las regiones de fuerte implantación protestante ambas religiones cohabitaban en armonía.

## Características
El Edicto de Nantes consta de cuatro documentos:
- una primera patente (llamada brevet) promete una subvención anual de 45.000 escudos para cubrir las necesidades del culto protestante y la remuneración de los «ministros» (pastores).
- el edicto propiamente dicho, formado por 92 artículos públicos. Declarado «perpetuo e irrevocable», solo puede ser revocado por un nuevo edicto.
- El edicto comprendía también 56 artículos secretos o “particulares”, firmados el 2 de mayo de 1598, los cuales trataban de la aplicación práctica del edicto en casos locales concretos.
- una segunda patente aseguraba a los protestantes 150 «lugares de refugio» concedidos para 8 años, entre ellos 51 plazas fuertes (llamadas «plazas de seguridad») guardadas por regimientos protestantes. Prorrogada en 1606, 1611 y 1615, esta patente fue suprimida por Luis XIII en la Paz de Alès en 1629.

Los tratados de paz anteriores constituyeron la estructura básica del acuerdo, pues sirvieron de base a dos tercios de los artículos. No obstante, a diferencia de los tratados anteriores, la redacción de este edicto tardó bastante. Su inusitada extensión se explica por el hecho de que aclaraba las dificultades con minuciosidad.
El edicto de Nantes "no fue un acto gracioso debido a la voluntad del Rey en la plenitud de su soberanía, sino un tratado en el que los artículos fueron debatidos con beligerancia". Garantizando la libertad de conciencia en todo el reino, aseguraba también la libertad de culto en aquellos lugares en los que los protestantes ya estaban instalados desde antes de 1597,[cita requerida] así como en sus 3500 castillos y dos localidades por bailiaje.
Otra idea que se revela falsa para algunos autores es el concepto de tolerancia. Este concepto no figura en el edicto y ni siquiera se utiliza esta palabra, contrariamente a lo aseverado en 1998. De hecho, en esa época, esta palabra resultaba negativa, pues era sinónimo de aguantar o soportar. Lo que entendemos por tolerancia: aceptar el pensamiento del otro y respetar su opinión, era totalmente impensable en el siglo XVI. En la cuestión religiosa, cada uno está convencido de ser poseedor de la verdad. "Por tanto, aquello que va en contra de la creencia religiosa de uno, haciéndole abandonar y renunciar, se podría calificar como un derecho de injerencia para salvarle, impuesto por la fuerza". Pero el edicto de Nantes fue el primero que realmente fue aplicado y respetado, hasta que se reavivaran los conflictos bajo Luis XIII, porque 36 años de guerra civil habían convencido a un número creciente de franceses que sólo la tolerancia religiosa podía salvar el Reino. El concepto de tolerancia era nuevo: inexistente antes de 1560, adquirió poco a poco su sentido moderno durante las guerras de religión.
El edicto concedía libertad de conciencia a los protestantes franceses en su artículo 6, además de asegurarles la posición de una minoría respetada con derechos y privilegios. Uno de los artículos secretos incluso les garantizaba protección contra la Inquisición cuando viajaran al extranjero. Además, les confería el mismo estado civil de los católicos y el derecho a desempeñar cargos públicos.

## ¿Qué grado de tolerancia garantizaba?
En vista del trato que otros países dispensaron a las minorías religiosas, el Edicto de Nantes fue “un documento de rara sabiduría política”, afirma la historiadora Elisabeth Labrousse. El deseo final del rey era que los protestantes volvieran al redil católico. Entretanto, la convivencia religiosa fue una solución de compromiso: el único medio para que “todos nuestros súbditos puedan adorar y orar a Dios”, dijo el monarca.
En realidad, el edicto favorecía al catolicismo, que fue declarado religión dominante y habría de ser restablecido en todo el reino. Los protestantes debían pagar el diezmo eclesiástico y respetar las fiestas de la Iglesia y las restricciones canónicas sobre el matrimonio. El ejercicio del culto protestante se limitó a zonas geográficas específicas y estaba prohibido donde no se autorizaba expresamente, como en la Corte y a menos de cinco leguas de París, así como en el ejército. El edicto sólo trató la coexistencia entre protestantes y católicos, pero no incluyó las demás minorías religiosas. Hoy día se celebra a pesar de que el edicto garantizaba una tolerancia limitada.

## Consecuencias
Indudablemente, este tratado no fue acogido con agrado. El parlamento de París obligó a renegociar sus artículos, que pasaron de 95 a 92, antes de ratificarlo el 22 de febrero de 1599, y la mayoría de los parlamentos provinciales lo ratificaron en 1600. El parlamento de Ruan no lo aceptó hasta 1609. Algunas personas, como Agrippa d'Aubigné, lo calificaron de abominable edicto y el papa Clemente VIII lo criticó con fuerza, afirmando que «la tolerancia [...] era la peor de las cosas del mundo».
Los católicos vieron en este edicto un medio para contener a los protestantes, soñando con su desaparición. Por otro lado, los protestantes no consideraban este edicto más que como una pausa en espera de la conversión de los católicos. "¿Es necesario permitir la libertad de conciencia? De ningún modo, se trata de la libertad de adorar a Dios cada uno a su manera. Es un dogma diabólico, declaró en 1570 Théodore de Bèze, sucesor de Calvino. En 1586, Catalina de Médicis le dijo al vizconde de Turenne: "Señor, no veo en sus Estados más que una religión." A lo que respondió el vizconde: "Nos también. Pero que sea la nuestra."
Las crónicas de la época hicieron poca mención de él, y algunos historiadores[cita requerida] lo tildan de “fiasco”. Con todo, hoy se le considera una obra maestra de la diplomacia política. El edicto se refirió al protestantismo como una religión, no como una herejía. El reconocimiento de otra religión fuera del catolicismo abrió el camino para el pluralismo religioso, lo que, en opinión de un historiador,[cita requerida] “sirvió para purgar las pasiones francesas del fanatismo que acechaban tanto a los protestantes como a los católicos”. El edicto reconoció que la religión no era el factor determinante en lo relacionado con la lealtad al Estado o la identidad nacional. Además, los actos delictivos, y no la filiación religiosa, fueron el criterio para proceder judicialmente contra una persona. Estas ideas reflejaban cambios aun mayores.
Al firmar el edicto, Enrique IV estaba interesado principalmente por la unidad civil. A fin de asegurarla, el edicto separó la unidad civil de la religiosa. “Este hecho inició un proceso de secularización [...], el reconocimiento de que nación y confesión ya no eran sinónimos”, comenta un historiador.[cita requerida] Aunque la Iglesia católica retuvo cierto grado de autoridad, el poder del Estado se vio grandemente reforzado. El monarca juzgaría como árbitro en los conflictos. Las soluciones políticas o legales a los problemas religiosos significaban que la política dominaría sobre la religión. Por tal razón, cierto historiador[cita requerida] llama al edicto “el triunfo del poder político sobre el papel de la Iglesia”. Otro dice que el edicto “señaló un momento decisivo en el surgimiento del Estado moderno”.

## Revocación
La vertiente militar del edicto de Nantes, es decir, la posibilidad, para los protestantes, de conservar algunas plazas fuertes militares, fue revocada por Luis XIII, con la promulgación del edicto de gracia de Alés el 28 de junio de 1629, que ponía fin a las rebeliones de los hugonotes iniciadas en diciembre de 1620, después de que el rey restableció el culto católico en Pau en octubre. Este decreto, aprobado tras su triunfo en el sitio de La Rochelle, villa protestante, prohibió las asambleas políticas y suprimió los lugares seguros de los protestantes, permitiendo, no obstante, la libertad de culto en todo el reino, salvo en París.

Luis XIV, por Hyacinthe Rigaud.

A partir de 1660, una política de conversión de los protestantes al catolicismo fue emprendida por Luis XIV por todo el reino. Este plan de conversión se llevaba a cabo por medio de unos misioneros, reforzado con diversas presiones, como las dragonadas, que tenían por finalidad obligar a las familias protestantes a alojar a un dragón, miembro de un cuerpo militar, que ejercería sobre ella las presiones necesarias para alcanzar su objetivo. Esta política de conversiones más o menos forzosas resultó eficaz, cuando menos oficialmente, aunque la práctica clandestina del protestantismo siguió manteniéndose incluso dentro de las familias recién convertidas al catolicismo.
Para acabar con esta política, el texto religioso del edicto de Nantes fue revocado por Luis XIV en 1685 por el edicto de Fontainebleau, refrendado por el canciller Michel Le Tellier. El protestantismo fue prohibido en todo el territorio francés. 
Esta revocación supuso el exilio para muchos hugonotes, debilitando, con ello, la economía francesa y beneficiando, por ende, a los países protestantes que los acogieron, Inglaterra y sus colonias como Virginia y Carolina del Sur, Prusia, Suiza, Países Bajos y sus colonias, como Ciudad del Cabo y Nueva Ámsterdam. Se calcula que fueron 200.000 aproximadamente los exiliados, entre los que se contaban artesanos y miembros de la burguesía.
La revocación del edicto de Nantes tuvo también como consecuencia indirecta varias sublevaciones de protestantes, como la guerra de los camisards, así como un importante descenso en el número de protestantes residentes en Francia que, o bien fueron al exilio o se convirtieron, de forma progresiva, al catolicismo.
Los sucesores de Luis XIV mantuvieron la prohibición del protestantismo, pero ésta fue aplicada progresivamente, sin la intervención de los militares, por lo que numerosas comunidades protestantes pudieron subsistir.
En 1787, Luis XVI promulga el edicto de Tolerancia, que pone fin a todas las persecuciones. Será necesario esperar hasta la Revolución francesa de 1789 para que el protestantismo recobre todos sus derechos.

## Relevancia presente
Algunos de los caminos trazados por el Edicto de Nantes fueron adoptados posteriormente por otros gobiernos. Con el tiempo, muchos países redefinieron la relación entre la religión y la política, poniendo la autoridad estatal en un nuevo nivel. El camino que Francia siguió al final (en 1905) fue la total separación de la Iglesia y el Estado. Según el conocido profesor de Historia y Sociología Jean Baubérot, esta medida fue “la mejor protección para las minorías” en un ambiente que se tornaba cada vez más intolerante. Otros países, aun cuando se adhieren a una religión estatal, han optado por garantizar en sus constituciones la libertad de religión y un trato equitativo para todos.
No obstante, son muchos los que creen que aún puede hacerse más para proteger la libertad religiosa. “El Edicto de Nantes se conmemora una vez por siglo y se infringe el resto del tiempo”, se lamentó el periodista Alain Duhamel. Algunos entendidos destacan, por ejemplo, la actitud intolerante de excluir a otros etiquetando arbitrariamente a todas las minorías religiosas como “sectas”. Convivir en paz y sin prejuicios fue una lección fundamental que tuvo que aprenderse hace cuatrocientos años, pero que sigue teniendo relevancia hoy día.